# Le avventure del gatto con gli stivali
Le avventure del gatto con gli stivali (The Adventures of Puss in Boots) è una serie animata statunitense in CGI. Presenta il personaggio del Gatto con gli Stivali della serie Dreamworks Animation Shrek e del suo film spin-off del 2011. La serie ha debuttato con i suoi primi cinque episodi su Netflix il 16 gennaio 2015; la sesta e ultima stagione è stata rilasciata il 26 gennaio 2018. È stata inoltre trasmessa in anteprima su Boomerang UK dal 3 settembre 2018 e in Italia su DeA Kids e in chiaro su Super! e su K2.

## Trama
La serie è ambientata prima degli eventi del primo film del Gatto con gli Stivali. Il protagonista si ritrova a combattere un'infinità di invasori per proteggere la città di San Lorenzo, precedentemente nascosta, dopo che le sue azioni hanno involontariamente rotto l'incantesimo che proteggeva il suo leggendario tesoro mistico dal mondo esterno. Quindi deve trovare un modo per ripristinare l'incantesimo di protezione che coprirà la città ancora una volta.

## Episodi
La prima stagione ha debuttato il 16 gennaio 2015 su Netflix, quando sono stati pubblicati i primi cinque episodi, con gli ulteriori episodi pubblicati a maggio e settembre 2015. La seconda stagione è stata rilasciata l'11 dicembre 2015. La terza stagione è stata rilasciata il 15 luglio 2016. La quarta stagione è stata rilasciata il 16 dicembre 2016, ma è stata successivamente ritirata dalla piattaforma. La quinta stagione è stata rilasciata il 28 luglio 2017. La sesta e ultima stagione è stata pubblicata il 26 gennaio 2018.
| Stagione         | Episodi | Prima TV USA | Prima TV Italia |
| ---------------- | ------- | ------------ | --------------- |
| Prima stagione   | 15      | 2015         | 2015            |
| Seconda stagione | 11      | 2015         | 2016            |
| Terza stagione   | 13      | 2016         | 2016-2017       |
| Quarta stagione  | 13      | 2016         | 2017            |
| Quinta stagione  | 13      | 2017         | 2018            |
| Sesta stagione   | 12      | 2018         | 2018            |

### Speciale
| Titolo originale                      | Titolo italiano                                            | Prima TV USA   | Prima TV Italia |
| ------------------------------------- | ---------------------------------------------------------- | -------------- | --------------- |
| Puss in Book: Trapped in an Epic Tale | Il Gatto con gli Stivali: Intrappolato in una storia epica | 20 giugno 2017 | 20 giugno 2017  |

Trama: Il Gatto con gli Stivali trova un libro di favole mentre si trova in una missione contro i ladri. Aprendolo, rimane intrappolato nel libro e per liberarlo, lo spettatore deve decidere i risultati di ogni decisione che Gatto affronta.

## Personaggi

### Personaggi principali
- Gatto / Gatto con gli Stivali: un gatto antropomorfo ed abile con la spada. È il protagonista della serie.
- Dulcinea: una gatta antropomorfa che è l'interesse amoroso di Gatto. È dolce e ingenua, molto innocente e protettiva.
- Artephius / Sino: un anziano alchimista che agisce da scienziato pazzo e che in seguito rivelerà la personalità di Sino nella stagione 6.
- Señora Zapata: l'amministratrice dell'orfanotrofio della città. È sospettosa nei confronti di Gatto.
- Mayor Temoroso: è il pauroso sindaco a cui ha l'abitudine mantenere un profilo basso nascondendosi all'interno dei barili.
- Pajuna: una vacca Highlander, proprietaria della locanda della città.
- Esme: un'adorabile bambina di 5 anni.
- Johnny Cetriolino: un orfano di 10 anni a cui piacciono i cetrioli.
- Toby: un orfano. È un maiale che idolatra Gatto.
- Vina: l'orfana più anziana che compone fatti e talvolta entra nello spazio personale di Gatto.

### Personaggi secondari
- Sfinge: un gatto glabro alato che agisce un po' come la signora della valle. Lei (a volte) protegge la città di San Lorenzo.
- Duchessa: una dei cattivi ricorrenti nella serie e antagonista quintaria, poi antieroina della serie . Ruba le anime dei maghi e degli stregoni per usare i loro poteri - negando le osservazioni che non ha una sua magia - ed è stata coinvolta con Artephius; ha anche avuto un precedente combattimento con Gatto, in cui quest'ultimo aveva tagliato il suo piede. Nel quarto episodio della stagione 3 si unisce a Gatto per sconfiggere il Lupo Sanguinario.
- Il Guanto Bianco: un gatto nero con la zampa anteriore destra bianca. Il Guanto Bianco trovò Gatto nel deserto dopo che quest'ultimo fu costretto a lasciare la sua città natale e insegnò a Gatto le abilità con la spada.
- Il Golem: Un gigantesco mostro di argilla rossa creato da un mago malvagio per uccidere il Gatto con gli Stivali perché molti anni fa gli aveva mangiato il pesce, ma quando arrivò a San Lorenzo riuscirono a farlo diventare buono.
- Jack Spigola: uno dei più vecchi amici di Gatto che spesso si mette nei guai con i suoi piani.
- Triffith: lo spadaccino che impugnava Buonaspada; ma dopo aver per sbaglio impugnato la scimitarra malefica è diventato crudele e villano. Grazie a Gatto si è ricongiunto Buonaspada tornando ad essere buono e puro di cuore.
- Puzzolomeo Tirapesci: un mago che è diventato cattivo perché Artephius l'ha trasformato in un topo e antagonista secondario della serie.
- Clerfida: un folletto astuto nei suoi primi anni dell'adolescenza e un Tulpa nella stagione 6.
- Brandt, Dom, Chad e Lamar: Quattro maiali stupidi. Sono la famiglia di Toby: Brandt è quello Rosso, Dom è quello Verde, Chad è quello Blu e Lamar è quello nero.
- Gilda dell'Oscurità: Tre gatti neri che vogliono fare unire Gatto con loro! E nel decimo episodio della stagione 2 diventano amici.
- El Moco: un re bandito e antagonista quartenario della serie che viene spesso sconfitto negli episodi.
- Attila: una talpa pieno di sé, che pensa solo a specchiarsi nella sua sfera di cristallo.
- Feejee: una sirena, che a differenza delle sirene comuni non canta, ma emette solo grida stridule; era follemente innamorata di Gatto prima di ritrovare il suo vero amore.
- Mini Pequeña: una nuova ragazza che viene introdotta nella stagione 5 e che a volte si comporta male.
- Buonaspada: una spada incantata che cade dal cielo conficcata in una pietra, quindi sceglie Dulcinea come l'eroe della città.

### Personaggi terziari
- Lupo Sanguinario: una creatura antica, potente, malvagia e temuta dell'Oltretomba a forma di un grande e imponente lupo, intrappolata dal Grande Mago, e si dimostra di essere il nemico più potente e pericoloso del Gatto con gli stivali mai apparso nella saga e antagonista principale della serie.
- Uli: un satiro furbo e manipolatore (e alquanto fastidioso) che inizialmente appare amichevole con Gatto e i suoi amici, ma in realtà complotta per conquistare San Lorenzo con l'aiuto del demoniaco Lupo Sanguinario. Diventa buono di sua decisione alla fine della stagione 3. È l'antagonista terziario, poi antieroe della serie.

## Doppiaggio
| Personaggio                   | Doppiatore originale               | Doppiatore italiano   |
| ----------------------------- | ---------------------------------- | --------------------- |
| Gatto / Gatto con gli Stivali | Eric Bauza Frank Welker (miagolii) | Andrea Lavagnino      |
| Dulcinea                      | Jayma Mays                         | Emanuela Damasio      |
| Artephius / Sino              | Paul Rugg                          | Sergio Lucchetti      |
| Señora Zapata                 | Carla Jimenez                      | Paola Majano          |
| Mayor Temoroso                | Carlos Alazraqui                   | Alessio Cigliano      |
| Pajuna                        | Laraine Newman                     | Monica Gravina        |
| Vina                          | Grey DeLisle                       | Joy Saltarelli        |
| Toby                          | Joshua Rush                        | Mattia Fabiano        |
| Johnny Cetriolino             | Candi Milo                         | Arturo Valli          |
| Esme                          | Ariebella Makana                   | Valentina Pallavicino |
| Li'l Pequeña                  | Grey DeLisle                       | Domitilla D'Amico     |
| Clerfida                      | Candi Milo                         | Tatiana Dessi         |
| Sfinge                        | Grey DeLisle                       | Anna Cesareni         |
| Lupo Sanguinario              | Clancy Brown                       | Claudio Moneta        |
| El Moco                       | Danny Trejo                        | Simone Mori           |
| Duchessa / Maldonna Eldritch  | Maria Bamford                      | Liliana Sorrentino    |
| Jack Spigola                  | John Leguizamo                     | Stefano Brusa         |
| Uli                           | Alan Tudyk                         | Franco Mannella       |
| Buonaspada / Scimitarra       | John Rhys-Davies                   | Patrizio Cigliano     |
| Il Guanto Bianco              | Jim Cummings                       | Paolo Maria Scalondro |
| Thriffith                     | James Urbaniak                     | Nanni Baldini         |
| Re Talpa                      | John DiMaggio                      | Alberto Angrisano     |
| Feejee                        | Maria Bamford                      | Perla Liberatori      |

## Produzione
La serie è stata annunciata a marzo 2014 nell'ambito di un accordo tra Netflix e DreamWorks Animation, in base al quale lo studio svilupperà oltre 300 ore di programmazione esclusiva per il servizio. Nel 2015, è stato affermato che erano in produzione 78 episodi per la serie, e che avrebbero dovuto essere rilasciate a blocchi dal 2015 in un accordo pluriennale.

## Critica
Il New York Times ha dato al primo episodio una recensione positiva affermando che lo spettacolo "è ben disegnato, e San Lorenzo è popolata da alcuni giovani residenti piacevolmente strani, umani e non." Inoltre, hanno elogiato l'umorismo affermando che era "relativamente sofisticato (potreste scrivere un trattato psicologico su Dulcinea, che ha modellato la sua vita su un libro un po' vacuo di epigrammi), ma non così sofisticato che i bambini saranno lasciati indietro."

### Accoglienza
Nel 2015, il secondo episodio della serie, "La sfinge", è stato candidato all'Annecy International Animated Film Festival. Nel 2016, la serie ha vinto un Emmy Award per il casting d'eccezionale per una serie animata o speciale.

## Fumetti
Nell'aprile 2016, la Titan Comics ha pubblicato il primo di una serie limitata di fumetti a due numeri in collegamento con la serie TV, con lo stesso titolo The Adventures of Puss in Boots.